# Top Gun: Maverick
Top Gun: Maverick (también llamada Top Gun 2: Maverick) es una película de acción y drama estadounidense de 2022 dirigida por Joseph Kosinski, secuela de la película de 1986 Top Gun. Se estrenó el 27 de mayo de 2022 en Estados Unidos. Originalmente estaba programada para su lanzamiento el 12 de julio de 2019, pero se pospuso para "permitir que la producción resuelva todas las complejas secuencias de vuelo". Debido a la pandemia de COVID-19 y los conflictos de programación, la película experimentó más retrasos.
Top Gun: Maverick se estrenó en la CinemaCon el 28 de abril de 2022 y se estrenó en los cines de los Estados Unidos en IMAX, 4DX, ScreenX y en Dolby Cinema el 27 de mayo de 2022, por Paramount Pictures. También se estrenó en Paramount+ después de su presentación en cines. La película está dedicada a la memoria de Tony Scott.
La cinta fue aclamada por la crítica, y muchos la calificaron como mejor que la original. Ganó el premio a la Mejor película por el National Board of Review y también fue nombrada una de las diez mejores películas de 2022 por el American Film Institute. La película también recibió muchos otros premios, incluyendo nominaciones para el Globo de Oro a la mejor película dramática y el Premio de la Crítica Cinematográfica a la mejor película. Recaudó 1493 millones de dólares en todo el mundo, convirtiéndose en la segunda película más taquillera de 2022, la segunda película estrenada desde la pandemia de COVID-19 en recaudar mil millones de dólares y la película más taquillera de la carrera de Tom Cruise.

## Argumento
El texto de apertura menciona cómo en 1969 la Marina de los Estados Unidos estableció una escuela para pilotos de combate. Se la conoce oficialmente como Escuela de Armas de Combate, pero los reclutas la llaman «Top Gun». Se ven varios reclutas y hombres de la Marina en los barcos donde los pilotos despegan o regresan.
36 años después de la primera entrega, el capitán Pete «Maverick» Mitchell está sirviendo como piloto de pruebas de la Marina de los Estados Unidos, para probar nuevos diseños y conceptos de aviones de combate con empresas privadas, y ha esquivado el ascenso para seguir volando después de 33 años de servicio. Mientras, el contralmirante Chester «Hammer» Cain planea cerrar el programa hipersónico Darkstar Scramjet, redirigiendo los fondos a programas de drones, Maverick lleva el prototipo a su objetivo de velocidad Mach 10, despegando antes de que Cain pueda llegar a la base, pero decide seguir avanzando hacia la velocidad hipersónica, lo que provoca la destrucción del prototipo. Cain quiere dejar en tierra a Maverick pero no puede, porque el piloto ha recibido la orden de ir a NAS North Island por parte de su amigo y antiguo rival, el almirante Tom «Iceman» Kazansky, comandante de la Flota del Pacífico de los Estados Unidos.
Allí, Maverick debe entrenar a un grupo de élite de pilotos de Boeing F/A-18E/F Super Hornet reunidos por el vicealmirante Beau «Cyclone» Simpson y el contralmirante Solomon «Warlock» Bates para una misión urgente: bombardear una instalación de enriquecimiento de uranio de una nación rebelde sin nombre, ubicada entre unas montañas. La instalación se encuentra en una profunda depresión al final de un cañón, está defendida por baterías de misiles tierra-aire (SAM) y una base aérea con cazas de quinta generación Su-57 y F-14 Tomcat de Irán, vendidos por Estados Unidos en los años 1970.
La misión de ataque furtiva requiere una arriesgada aproximación a alta velocidad en el cañón, por debajo de la cobertura de radar hostil y tratando de evitar los misiles de defensa SAM, para llegar a la instalación y llevar al caza F/A-18E/F más allá de sus límites NATOPS. Como el nuevo F-35C no está disponible todavía, Maverick recomienda un paquete de ataque de cuatro F/A-18E/F en dos pares para destruir la entrada de la instalación con bombas guiadas de penetración y luego la propia instalación con bombas guiadas. Maverick es rechazado inicialmente por los pilotos, en particular por el seguro de sí mismo teniente Jake «Hangman» Seresin y por el teniente Bradley «Rooster» Bradshaw, el hijo del difunto mejor amigo de Maverick y RIO, Nick «Goose» Bradshaw. Rooster está resentido con Maverick porque este bloqueó su solicitud de ingreso en la Academia Naval y retrasó su carrera en cuatro años.
El entrenamiento prepara a los pilotos en las maniobras básicas de combate, el empleo de municiones guiadas de precisión, el pilón de asistencia de combate con cámaras de video y sensores, el vuelo nocturno, vuelos rasantes y la importancia del trabajo en equipo. Los pilotos se dan cuenta de la relación entre el padre de Rooster y Maverick, lo que provoca una animosidad entre Hangman y Rooster, debido a la actitud arrogante del primero hacia sus compañeros de ala y a la cautela del segundo a la hora de volar, que Hangman atribuye a la muerte de su padre. A medida que los pilotos observan la habilidad y valor de Maverick, comienzan a revalorizarlo y su equipo se cohesiona.
Durante el entrenamiento, Maverick se reencuentra con Penny, una antigua novia, en un bar del pueblo, que le sirve de guía y apoyo sobre todo con su actitud protectora hacia Rooster, y le revela que bloqueó la solicitud de Rooster, sin decirle que lo había hecho a petición de la difunta madre de Rooster. Maverick también se reúne con Iceman, cuyo cáncer de garganta le obliga a conversar tecleando sus palabras en un ordenador, pero que consigue subrayar verbalmente la importancia de la misión. Iceman muere días después y Maverick y los pilotos asisten a su funeral.
Cyclone se opone a los arriesgados métodos y tácticas de Maverick, pero una vez que este demuestra que el plan de la misión puede ejecutarse con éxito, volando bajo entre las montañas, Cyclone le nombra líder del equipo de ataque. A continuación, Maverick elige a los pilotos de la misión y es emparejado con Phoenix, en el avión guía de ataque, y su OSM Bob, mientras que Rooster es emparejado con Payback y su OSM Fanboy, y el resto de pilotos en alerta para respaldarlos desde un portaaviones frente a la costa del país. Los aviones son lanzados desde el portaaviones Theodore Roosevelt, navegando frente al país enemigo, mientras que el crucero Leyte Gulf dispara una salva de misiles de crucero Tomahawk desde el mar, para destruir la base aérea cercana de la instalación y así evitar que los cazas enemigos se movilicen para enfrentar a los F-18. Los cuatro F/A-18E/F llegan volando entre las montañas a la instalación y la destruyen, pero son atacados al salir por misiles SAM ocultos entre las montañas. Cuando los pilotos se quedan sin contramedidas, bengalas de distracción de calor y radar, Maverick sacrifica su avión para evitar que Rooster sea derribado y se eyecta sobre territorio hostil en medio de un denso bosque con nieve. Mientras los aviones restantes regresan al portaaviones, Rooster vuelve y salva a Maverick de un Mi-24 Hind que le persigue, pero es derribado por más misiles y se eyecta cerca.
Los dos se reúnen en el bosque, donde inicialmente Maverick reprende a Rooster por su acto casi suicida e insensato, pero como ahora ambos están atrapados en territorio hostil, estos deciden ir a la base aérea enemiga destruida para encontrar algún vehículo que pueda serles de ayuda, para ello ambos deciden robar un viejo avión caza de combate modelo F-14A Tomcat de Irán, almacenado en un hangar, con el que logran despegar desde un costado de la pista de aterrizaje destruida por el anterior ataque, lo que daña el tren de aterrizaje delantero. Mientras se dirigen al portaaviones volando a gran velocidad, un par de nuevos caza invisibles Su-57 que patrullan la costa del país y que estaban volando antes del ataque en misión de merodeo, se acercan e intentan identificarlos, por considerar que el F-14 no es su enemigo. Pero viéndose acorralados, Maverick y Rooster deciden atacar rápidamente, sorprendiendo a los Su-57 en el aire, volando sin un ala de combate bien establecida y derribándolos con el cañón automático. Cuando Maverick y Rooster intentan volver al portaaviones, un tercer Su-57 los intercepta volando sobre el mar. Sin armas, misiles y balas en el cañón, ni contramedidas y sin asientos eyectables funcionales, porque fallan al ser un avión de combate tan viejo, son salvados justo a tiempo por Hangman en su F-18, que se lanzó desde el portaaviones después de que Maverick y Rooster no regresaran con el grupo de ataque para apontar sobre la cubierta del portaaviones. Regresan y se detienen con la red de emergencia, porque el tren de aterrizaje no funciona bien, para una celebración en la cubierta del portaaviones. Más tarde, Maverick y Rooster se reconcilian y trabajan juntos en su F-6K, una variante del P-51 Mustang, en el hangar de Maverick. Maverick y Penny vuelan juntos al atardecer en su avión.

## Reparto
- Tom Cruise como el capitán Pete "Maverick" Mitchell, un instructor de vuelo.
- Miles Teller como Bradley "Rooster" Bradshaw, un piloto aprendiz y el hijo del fallecido compañero de Maverick, Nick "Goose" Bradshaw.
- Jennifer Connelly como Penelope "Penny" Benjamin, una madre soltera y dueña de un bar.
- Jon Hamm como el vicealmirante Beau "Cyclone" Simpson, el comandante de las Fuerzas Aéreas Navales.
- Charles Parnell como el contraalmirante Solomon "Warlock" Bates, amigo de Maverick y comandante del Centro de desarrollo de combate de guerra de aviación naval.
- Bashir Salahuddin como el Oficial Bernie "Hondo" Coleman.
- Val Kilmer como el Almirante Tom "Iceman" Kazansky, Comandante de la Flota del Pacífico.
- Ed Harris como el contraalmirante Chester "Hammer" Cain, superior de Maverick y jefe del programa Darkstar.
- Glen Powell como el teniente Jake "Hangman" Seresin, piloto de F/A-18E y candidato a la misión.
- Monica Barbaro como la teniente Natasha "Phoenix" Trace, piloto de F/A-18F y candidata a misión.
- Jay Ellis como el teniente Reuben "Payback" Fitch, piloto de F/A-18F y candidato a misión.
- Lewis Pullman como el teniente Robert "Bob" Floyd, OSM de F/A-18F de Phoenix y candidato a misión.
- Danny Ramirez como el teniente Mickey "Fanboy" Garcia, OSM de F/A-18F de Payback y candidato a misión.
- Greg Tarzan Davis como el teniente Javy "Coyote" Machado, piloto de F/A-18F y candidato a misión.
- Manny Jacinto como el teniente Billy "Fritz" Avalone, piloto de F/A-18F y candidato a misión.
- Raymond Lee como el teniente Logan "Yale" Lee, piloto de F/A-18F y candidato a misión.
- Jake Picking como el teniente Brigham "Harvard" Lennox, OSM de F/A-18F de Yale y candidato a misión.
- Lewis Pullman como el teniente Robert "Bob" Floyd, OSM de F/A-18F de Phoenix y candidato a misión.
- Jack Schumacher como el teniente Neil "Omaha" Vikander, piloto de F/A-18F y candidato a misión.
- Kara Wang como la teniente Callie "Halo" Bassett, OSM de F/A-18F de Omaha y candidata a misión.
- Lyliana Wray como Amelia Benjamin, hija de Penny.
- Jean Louisa Kelly como Sarah Kazansky, esposa de Iceman.
- Jamie Foxx como Elizabeth.

Además, Anthony Edwards y Meg Ryan aparecen en sus papeles de LTJG Nick "Goose" y Carole Bradshaw, respectivamente, a través de imágenes de archivo. Kelly McGillis, que interpretó el papel de Charlotte "Charlie" Blackwood, también aparece en las mismas imágenes de archivo.

## Producción

### Desarrollo
El proyecto nació en 2010, cuando Paramount Pictures hizo una oferta al productor Jerry Bruckheimer y al director Tony Scott para hacer una secuela de Top Gun. El guion se encargó a Ehren Kruger, Peter Craig, Justin Marks, Ashley Edward Miller y Zack Stentz.
Scott y Tom Cruise, protagonista de la cinta original, empezaron a trabajar en la secuela, pero quedó paralizada tras el suicidio del primero en 2012. Sin embargo, en 2013 Bruckheimer reveló que la idea de Top Gun 2 no se descartaba definitivamente, con otro director. En 2015 David Ellison de Skydance confirmó que se estaba trabajando en la producción del proyecto.
En mayo de 2017, se anunció que la película sería dirigida por Joseph Kosinski, en una producción conjunta entre Skydance, Jerry Bruckheimer y Tom Cruise. Se avanzó también que los drones tendrían un papel protagonista en la trama. En una entrevista concedida por Cruise pocas semanas después reveló que el título de la cinta sería Top Gun: Maverick.
El 7 de junio de 2018, se confirmó que Val Kilmer interpretaría nuevamente el rol del Almirante Tom "Iceman" Kazansky. La joven actriz de 17 años Lyliana Wray sería escogida luego para interpretar a Amelia, hija de Penélope Benjamin, personaje interpretado a su vez por Jennifer Connelly, quien es una madre soltera y propietaria de un bar cercano a la base militar de la Marina. Miles Teller sería otro de los talentosos actores escogidos para interpretar al hijo de "Goose", uno de los mejores amigos de «Maverick». Jon Hamm haría de almirante y Bashir Salahuddin sería otro de los integrantes del equipo de rodaje, haciendo las veces de ingeniero.

### Rodaje
La fotografía principal de la película se inició en mayo de 2018 en San Diego, California. A fines de agosto, un equipo de filmación de 15 personas de Paramount y Bruckheimer Films estaban a bordo del portaaviones USS Abraham Lincoln con base en Norfolk, Virginia, para filmar las operaciones de cubierta de vuelo. A mediados de febrero de 2019, Cruise y el equipo de producción fueron avistados a bordo del USS Theodore Roosevelt en la Estación Aeronaval de North Island. En marzo, se completó el rodaje en NAS Whidbey Island en Oak Harbor, Washington.
La película fue filmada en formato IMAX utilizando cámaras Sony Venice 6K Full Frame con certificación IMAX. Kosinski explicó que el equipo pasó más de un año con las fuerzas de la Marina para usar las cámaras IMAX dentro de la cabina de las aeronaves, con cuatro cámaras mirando hacia los actores y mirando hacia adelante, además de las cámaras montadas en todo el exterior de la aeronave. Explicó que "el público debe sentir la autenticidad, la tensión, la velocidad y las fuerzas gravitatorias, algo que no se puede lograr a través de un escenario sonoro o efectos visuales, lo que requirió una enorme cantidad de esfuerzo y trabajo".

### Música
La banda sonora de Top Gun: Maverick fue compuesta por Hans Zimmer, Lorne Balfe, Harold Faltermeyer y Lady Gaga. El tema principal de la película, «Hold My Hand», interpretado por Lady Gaga y compuesto por Michael Tucker y Gaga, fue estrenado el 3 de mayo de 2022. La banda sonora original de la película fue lanzada el 27 de mayo de 2022 bajo la distribución del sello discográfico Interscope Records.
La letra de la canción "Hold My Hand" funciona como una extensión de la historia narrada por el guion de Ehren Kruger y su diálogo cinematográfico. En esta canción es precisamente el espíritu de "Goose" el que, desde el más allá, relata de manera "omnisciente y omnipresente" el profundo cambio que ha sufrido Maverick a lo largo de su vida y también adelanta su anhelada redención que llegaría en forma inesperada: ... "escuché desde los cielos que las nubes han sido grises" [...], "veo que estás sangrando, no necesitas mostrarlo de nuevo" [...], "puedo verlo todo, tú estás ciego ahora" [...], "viajaré en esta vida contigo, no te dejaré ir hasta el final" [...], "no me iré hasta que comprenda, prométeme que sólo sostendrás mi mano" [...], "tus oraciones serán respondidas, deja que Dios te susurre cómo" [...], "he escuchado una historia: una chica (Penny Benjamin o tal vez su hija Amelia), ella me dijo una vez que volvería a ser feliz" [...]

### Aviones
Para la mayoría de los aviones, incluido el F/A-18E/F Super Hornet, el equipo de producción adquirió 20 aviones de trabajo de todo el país. Hindle dijo que Kosinski había hecho especificaciones para diseñar cada detalle, incluidos los cascos, trajes, accesorios y varios otros.

#### Darkstar
El avión ficticio "Darkstar" fue diseñado con la ayuda de ingenieros de Lockheed Martin y su división Skunk Works. Se construyó y filmó una maqueta a gran escala del avión en China Lake. Kosinski dijo: "La razón por la que nos acercamos a Skunk Works es porque quería hacer el avión hipersónico más realista que pudiéramos. De hecho, como viste, lo construimos a gran escala en cooperación con ellos. Pero la razón por la que parece tan real es porque fueron los ingenieros de Skunk Works quienes nos ayudaron a diseñarlo. Esas son las mismas personas que están trabajando en aviones reales que nos ayudaron a diseñar Darkstar para esta película". Lockheed negó explícitamente que Darkstar esté relacionado con el Lockheed Martin SR-72 sin tripulación, cuya existencia nunca ha sido confirmada por la compañía.

#### F-14

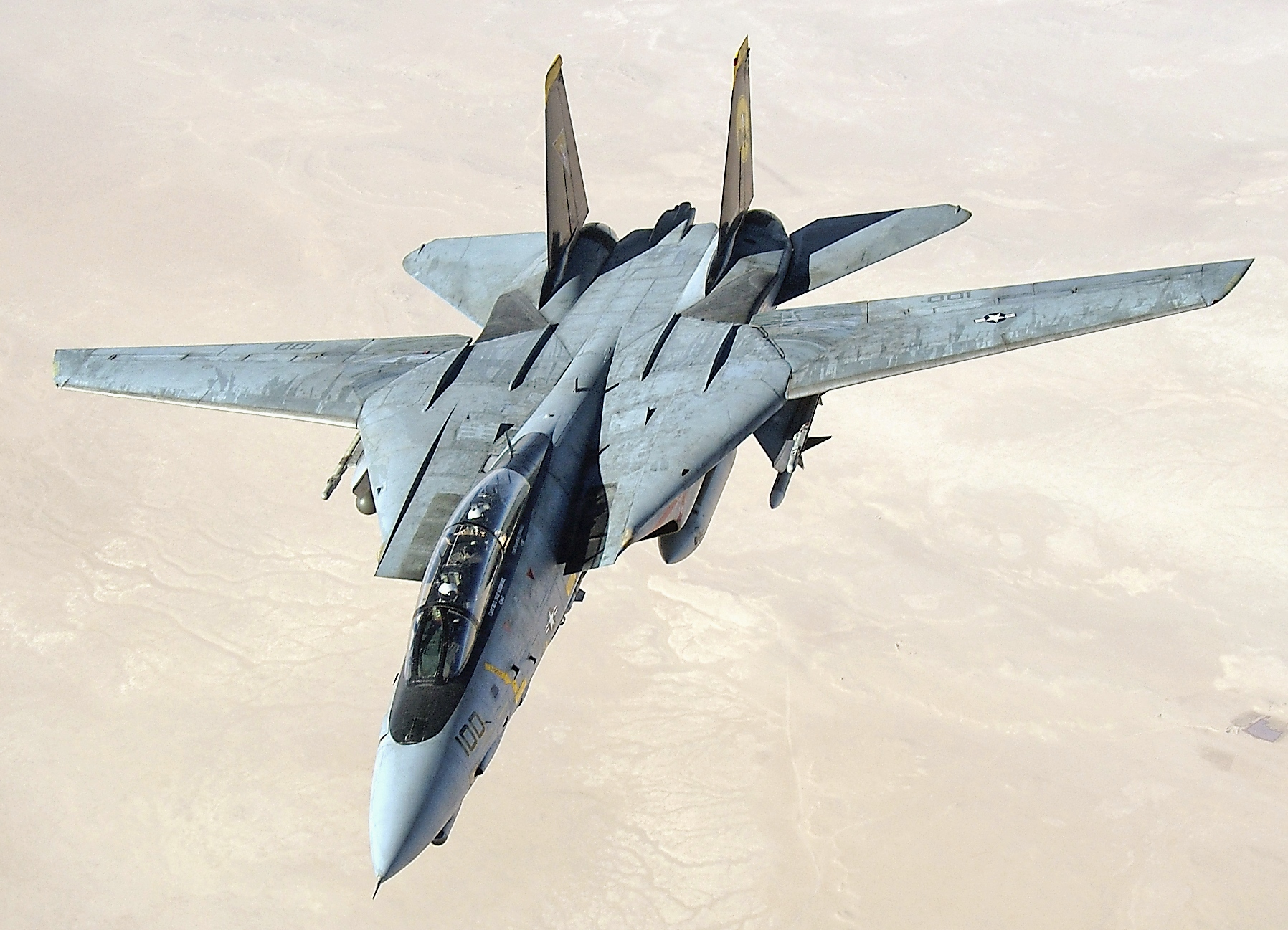
El F-14D Tomcat sobre el Golfo Pérsico en 2005.

El diseñador de producción Jeremy Hindle declaró que usar el F-14 Tomcat de la primera película fue difícil, ya que "no hay F-14 que vuelen porque [han sido dados de baja en los EE. UU.] y les han quitado todos los motores". También agregó que no pudieron usar los F-14 Tomcat activos presentes en Irán, el único otro país que adquirió el avión. El país también es la razón principal por la que EE. UU. hundió o deshabilitó su vasta flota de F-14 una vez que se retiraron (para evitar la exportación ilícita de repuestos). Con la ayuda de la Armada, el equipo de producción aseguró un F-14A del Museo del Aire y el Espacio de San Diego en California. Hindle describió otros desafíos, incluido el desmantelamiento y el envío de los componentes del avión, y hacer que el avión fuera lo más funcional posible, aún sin motores.

## Mercadotecnia

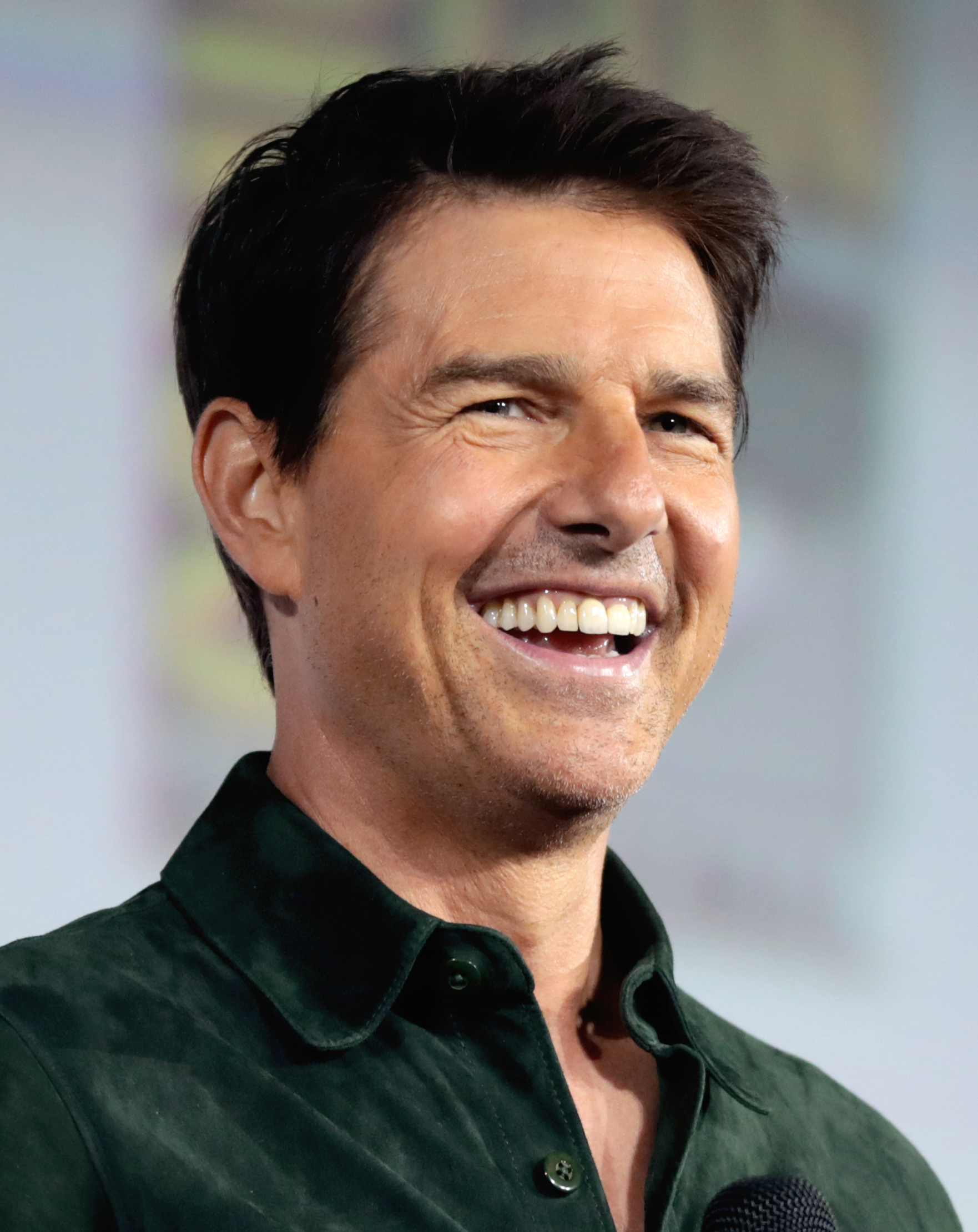
Tom Cruise en la Convención Internacional de Cómics de San Diego de 2019.

El primer teaser tráiler de la película se estrenó durante una aparición sorpresa de Cruise en la Convención Internacional de Cómics de San Diego de 2019 el 18 de julio de 2019. El primer tráiler recibió grandes elogios de los fanes, muchos elogiaron el regreso de la serie y algunos la compararon con Star Wars: El ascenso de Skywalker. The Hollywood Reporter escribió que algunos fanáticos notaron que la bandera de la República de China (la bandera utilizada por el gobierno de Taiwán) y la bandera de Japón faltaban en la chaqueta de vuelo del personaje de Cruise y acusó a Paramount de quitársela para apaciguar al cofinanciador con sede en China Tencent Pictures. Sin embargo, las banderas taiwanesa y japonesa se restauraron más tarde, ya que Tencent terminaría retirándose de la producción, lo que provocó que no se le acreditara en la película final. El segundo tráiler fue lanzado en diciembre de 2019, y Paramount introdujo un nuevo filtro de Snapchat para la película, para atraer a las "audiencias de generaciones jóvenes".

## Recepción

### Taquilla
La película se convirtió en el segundo largometraje de mayor recaudación de 2022. En total recaudó 1.493 millones de dólares, de los cuales prácticamente la mitad de la recaudación provino de Estados Unidos, mientras que el resto provino de mercados internacionales.
Cabe destacar que la película incluso ha superado el éxito más grande de Tom Cruise en Japón, El último samurái (2003).  También fue, de hecho, uno de los principales responsables de la vuelta de las audiencias a los cines en todo el mundo después de la pandemia de COVID-19.

### Crítica
La película fue lanzada a la crítica generalizada. Recibió elogios, y muchos críticos la consideraron superior a su predecesora.
En el sitio web agregador de revisiones Rotten Tomatoes, el 96 % de las 469 reseñas de los críticos fueron positivas, con una calificación promedio de 8.2/10. El consenso del sitio web dice: «Top Gun: Maverick logra una hazaña aún más difícil que una picada invertida a 4G, entregando una secuela largamente tardía que supera a su predecesora en un estilo salvajemente entretenido». En el sitio web Metacritic, que usa un promedio ponderado, asignó a la película una puntuación de 78 de 100 sobre la base de 63 críticas, lo que indica "reseñas generalmente favorables".

### Premios y nominaciones
| Premio                                                              | Fecha de la ceremonia   | Categoría                                                                        | Receptor(es) | Resultado | Ref.          |
| ------------------------------------------------------------------- | ----------------------- | -------------------------------------------------------------------------------- | --- | --------- | ------------- |
| Premios AACTA                                                       | 24 de febrero de 2023   | Mejor película                                                                   | Top Gun: Maverick | Nominado  | [ 39 ]        |
| AARP Movies por Grownups Awards                                     | 20 de enero de 2023     | Mejor película para personas mayores                                             | Top Gun: Maverick | Ganadora  | [ 40 ]        |
| AARP Movies por Grownups Awards                                     | 20 de enero de 2023     | Mejor actor                                                                      | Tom Cruise | Nominado  | [ 40 ]        |
| Premios de la Alianza de Mujeres Periodistas de Cine                | TBD                     | Mejor fotografía                                                                 | Claudio Miranda | Ganador   | [ 41 ]        |
| Premios de la Alianza de Mujeres Periodistas de Cine                | TBD                     | Mejor edición                                                                    | Eddie Hamilton | Nominado  | [ 41 ]        |
| Premios American Music                                              | 20 de noviembre de 2022 | Mejor banda sonora                                                               | Top Gun: Maverick | Nominada  | [ 42 ]        |
| American Film Institute Awards                                      | 9 de diciembre de 2022  | Top 10 Películas de Año                                                          | Top Gun: Maverick | Ganadora  | [ 43 ]        |
| California On Location Awards                                       | 14 de noviembre de 2021 | Location Manager del año - Película                                              | Mike Fantasia | Ganador   | [ 44 ]        |
| California On Location Awards                                       | 4 de diciembre de 2022  | Location Manager del año - Video musical                                         | Mark Zekanis por "Hold My Hand"                                                                                          | Ganador   | [ 45 ]        |
| Premios de la Asociación de Críticos de Cine de Chicago             | 14 de diciembre de 2022 | Mejor fotografía                                                                 | Claudio Miranda | Nominado  | [ 46 ]        |
| Premios de la Asociación de Críticos de Cine de Chicago             | 14 de diciembre de 2022 | Mejor uso de efectos visuales                                                    | Top Gun: Maverick | Nominada  | [ 46 ]        |
| Premios de la Crítica Cinematográfica                               | 15 de enero de 2023     | Mejor película                                                                   | Top Gun: Maverick | Nominada  | [ 47 ]        |
| Premios de la Crítica Cinematográfica                               | 15 de enero de 2023     | Mejor actor                                                                      | Tom Cruise | Nominado  | [ 47 ]        |
| Premios de la Crítica Cinematográfica                               | 15 de enero de 2023     | Mejor fotografía                                                                 | Claudio Miranda | Ganador   | [ 47 ]        |
| Premios de la Crítica Cinematográfica                               | 15 de enero de 2023     | Mejor edición                                                                    | Eddie Hamilton | Nominado  | [ 47 ]        |
| Premios de la Crítica Cinematográfica                               | 15 de enero de 2023     | Mejor canción                                                                    | "Hold My Hand" | Nominada  | [ 47 ]        |
| Premios de la Crítica Cinematográfica                               | 15 de enero de 2023     | Mejores efectos visuales                                                         | Top Gun: Maverick | Nominada  | [ 47 ]        |
| Premios de la Asociación de Críticos de Cine de Dallas-Fort Worth   | 19 de diciembre de 2022 | Top 10 Películas                                                                 | Top Gun: Maverick | Nominada  | [ 48 ]        |
| Premios de la Asociación de Críticos de Cine de Dallas-Fort Worth   | 19 de diciembre de 2022 | Mejor actor                                                                      | Tom Cruise | Nominado  | [ 48 ]        |
| Premios de la Asociación de Críticos de Cine de Dallas-Fort Worth   | 19 de diciembre de 2022 | Mejor fotografía                                                                 | Claudio Miranda | Nominado  | [ 48 ]        |
| Florida Film Critics Circle Awards                                  | 21 de diciembre de 2022 | Mejor fotografía                                                                 | Claudio Miranda | Nominado  | [ 49 ] [ 50 ] |
| Florida Film Critics Circle Awards                                  | 21 de diciembre de 2022 | Mejores efectos visuales                                                         | Top Gun: Maverick | Nominada  | [ 49 ] [ 50 ] |
| Premios Globo de Oro                                                | 10 de enero de 2023     | Mejor película dramática                                                         | Top Gun: Maverick | Nominada  | [ 51 ]        |
| Premios Globo de Oro                                                | 10 de enero de 2023     | Mejor canción original                                                           | Lady Gaga, BloodPop y Benjamin Rice por "Hold My Hand"                                                                   | Nominada  | [ 51 ]        |
| Golden Trailer Awards                                               | 22 de julio de 2021     | Mejor tráiler para Blockbuster del verano de 2021                                | "Elite" (MOCEAN) | Nominado  | [ 52 ]        |
| Golden Trailer Awards                                               | 22 de julio de 2021     | Mejor Teaser                                                                     | "Service" (AV Squad) | Ganador   | [ 52 ]        |
| Golden Trailer Awards                                               | 22 de julio de 2021     | Mejor TV Spot de acción                                                          | "End Super Bowl" (AV Squad)                                                                                              | Ganador   | [ 52 ]        |
| Golden Trailer Awards                                               | 6 de octubre de 2022    | Mejor en show                                                                    | "Back" (AV Squad) | Ganador   | [ 53 ]        |
| Golden Trailer Awards                                               | 6 de octubre de 2022    | Mejor acción                                                                     | "Back" (AV Squad) | Ganador   | [ 53 ]        |
| Golden Trailer Awards                                               | 6 de octubre de 2022    | Mejor tráiler para Blockbuster del verano de 2022                                | "Back" (AV Squad) | Ganador   | [ 53 ]        |
| Golden Trailer Awards                                               | 6 de octubre de 2022    | Mejor TrailerByte de acción/suspenso para una película                           | "Aviator" (Create Advertising Group)                                                                                     | Ganador   | [ 53 ]        |
| Golden Trailer Awards                                               | 6 de octubre de 2022    | Mejor BTS/EPK para una película (más de 2 minutos)                               | "Ground to Air" (Jamestown Productions)                                                                                  | Nominado  | [ 53 ]        |
| Premios Grammy                                                      | 5 de febrero de 2023    | Mejor recopilación de banda sonora para película, televisión u otro medio visual | Harold Faltermeyer, Lady Gaga, Hans Zimmer y Lorne Balfe por Top Gun: Maverick                                           | Nominado  | [ 54 ]        |
| Premios Grammy                                                      | 5 de febrero de 2023    | Mejor canción escrita para medios visuales                                       | BloodPop y Lady Gaga por "Hold My Hand"                                                                                  | Nominado  | [ 54 ]        |
| Hochi Film Awards                                                   | 2 de diciembre de 2022  | Mejor película internacional                                                     | Top Gun: Maverick | Ganadora  | [ 55 ]        |
| Premios de la Asociación de Críticos de Hollywood                   | 24 de febrero de 2023   | Mejor película                                                                   | Top Gun: Maverick | Nominado  | [ 56 ]        |
| Premios de la Asociación de Críticos de Hollywood                   | 24 de febrero de 2023   | Mejor actor                                                                      | Tom Cruise | Nominado  | [ 56 ]        |
| Premios de la Asociación de Críticos de Hollywood                   | 24 de febrero de 2023   | Mejor película de acción                                                         | Top Gun: Maverick | Nominado  | [ 56 ]        |
| Hollywood Critics Association Creative Arts Awards                  | 17 de febrero de 2023   | Mejor fotografía                                                                 | Claudio Miranda | Ganador   | [ 57 ]        |
| Hollywood Critics Association Creative Arts Awards                  | 17 de febrero de 2023   | Mejor edición                                                                    | Eddie Hamilton | Nominado  | [ 57 ]        |
| Hollywood Critics Association Creative Arts Awards                  | 17 de febrero de 2023   | Mejor campaña de marketing                                                       | Top Gun: Maverick | Nominado  | [ 57 ]        |
| Hollywood Critics Association Creative Arts Awards                  | 17 de febrero de 2023   | Mejor canción original                                                           | Lady Gaga por "Hold My Hand"                                                                                             | Nominado  | [ 57 ]        |
| Hollywood Critics Association Creative Arts Awards                  | 17 de febrero de 2023   | Mejor sonido                                                                     | Mark Weingarten, James H. Mather, Al Nelson, Chris Burdon y Mark Taylor                                                  | Ganador   | [ 57 ]        |
| Hollywood Critics Association Creative Arts Awards                  | 17 de febrero de 2023   | Best Stunts                                                                      | Top Gun: Maverick | Nominado  | [ 57 ]        |
| Hollywood Critics Association Creative Arts Awards                  | 17 de febrero de 2023   | Mejores efectos visuales                                                         | Ryan Tudhope, Scott R. Fisher, Seth Hill y Bryan Litson                                                                  | Nominado  | [ 57 ]        |
| Hollywood Critics Association Midseason Film Awards                 | 1 de julio de 2022      | Mejor película                                                                   | Top Gun: Maverick | Nominada  | [ 58 ] [ 59 ] |
| Hollywood Critics Association Midseason Film Awards                 | 1 de julio de 2022      | Mejor director                                                                   | Joseph Kosinski | Nominado  | [ 58 ] [ 59 ] |
| Hollywood Critics Association Midseason Film Awards                 | 1 de julio de 2022      | Mejor actor                                                                      | Tom Cruise | Nominado  | [ 58 ] [ 59 ] |
| Hollywood Critics Association Midseason Film Awards                 | 1 de julio de 2022      | Mejor actor de reparto                                                           | Miles Teller | Nominado  | [ 58 ] [ 59 ] |
| Hollywood Music in Media Awards                                     | 16 de noviembre de 2022 | Mejor canción original - Película                                                | Lady Gaga y BloodPop por "Hold My Hand"                                                                                  | Nominados | [ 60 ]        |
| Hollywood Music in Media Awards                                     | 16 de noviembre de 2022 | Mejor álbum de banda sonora                                                      | Lady Gaga, OneRepublic, Harold Faltermeyer, Lorne Balfe, Hans Zimmer, Kenny Loggins y Miles Teller por Top Gun: Maverick | Nominados | [ 60 ]        |
| Hollywood Professional Association Awards                           | 17 de noviembre de 2022 | Mejor escala de colores - Película de cine                                       | Stefan Sonnenfeld y Adam Nazarenko                                                                                       | Nominados | [ 61 ]        |
| Hollywood Professional Association Awards                           | 17 de noviembre de 2022 | Mejor edición - Película de cine                                                 | Eddie Hamilton | Nominado  | [ 61 ]        |
| International Film Festival of the Art of Cinematography Camerimage | 19 de noviembre de 2022 | Competencia Principal (Golden Frog)                                              | Claudio Miranda | Nominado  | [ 62 ] [ 63 ] |
| International Film Festival of the Art of Cinematography Camerimage | 19 de noviembre de 2022 | Premio Festival Director                                                         | Claudio Miranda y Joseph Kosinski                                                                                        | Ganadores | [ 62 ] [ 63 ] |
| Location Managers Guild Awards                                      | 27 de agosto de 2022    | Mejores locaciones en una película contemporánea                                 | Top Gun: Maverick | Nominada  | [ 64 ]        |
| London Film Critics' Circle Awards                                  | 5 de febrero de 2023    | Mejor película del año                                                           | Top Gun: Maverick | Nominado  | [ 65 ]        |
| National Board of Review Awards                                     | 8 de diciembre de 2022  | Mejor película                                                                   | Top Gun: Maverick | Ganadora  | [ 66 ]        |
| National Board of Review Awards                                     | 8 de diciembre de 2022  | Mejor fotografía                                                                 | Claudio Miranda | Ganador   | [ 66 ]        |
| Premios del Círculo de Críticos de Cine de Nueva York               | 2 de diciembre de 2022  | Mejor fotografía                                                                 | Claudio Miranda | Ganador   | [ 67 ]        |
| Premios de los Críticos de Cine de Nueva York en Línea              | 11 de diciembre de 2022 | Top Películas del Año                                                            | Top Gun: Maverick | Ganadora  | [ 68 ]        |
| Premios People's Choice                                             | 6 de diciembre de 2022  | Mejor película de 2022                                                           | Top Gun: Maverick | Nominada  | [ 69 ]        |
| Premios People's Choice                                             | 6 de diciembre de 2022  | Mejor película de acción de 2022                                                 | Top Gun: Maverick | Ganadora  | [ 69 ]        |
| Premios People's Choice                                             | 6 de diciembre de 2022  | Mejor estrella masculina de 2022                                                 | Tom Cruise | Nominado  | [ 69 ]        |
| Premios People's Choice                                             | 6 de diciembre de 2022  | Mejor estrella masculina de 2022                                                 | Miles Teller | Nominado  | [ 69 ]        |
| Premios People's Choice                                             | 6 de diciembre de 2022  | Mejor estrella de acción de 2022                                                 | Tom Cruise | Nominado  | [ 69 ]        |
| Premios People's Choice                                             | 6 de diciembre de 2022  | Mejor canción de 2022                                                            | Lady Gaga por "Hold My Hand"                                                                                             | Nominada  | [ 69 ]        |
| RTHK International Pop Poll Awards                                  | 24 de diciembre de 2022 | Top 10 Canciones de Oro Internacionales                                          | Lady Gaga por "Hold My Hand"                                                                                             | Nominada  | [ 70 ]        |
| RTHK International Pop Poll Awards                                  | 24 de diciembre de 2022 | Top 10 Canciones de Oro Internacionales                                          | OneRepublic por "I Ain't Worried"                                                                                        | Nominada  | [ 70 ]        |
| RTHK International Pop Poll Awards                                  | 24 de diciembre de 2022 | Mejor álbum de banda sonora                                                      | Top Gun: Maverick | Ganadora  | [ 70 ]        |
| Premios Satellite                                                   | 11 de febrero de 2023   | Mejor película - Drama                                                           | Top Gun: Maverick | Nominado  | [ 71 ]        |
| Premios Satellite                                                   | 11 de febrero de 2023   | Mejor director                                                                   | Joseph Kosinski | Nominado  | [ 71 ]        |
| Premios Satellite                                                   | 11 de febrero de 2023   | Mejor actor - Drama                                                              | Tom Cruise | Nominado  | [ 71 ]        |
| Premios Satellite                                                   | 11 de febrero de 2023   | Mejor guion adaptado                                                             | Peter Craig, Ehren Kruger, Justin Marks, Christopher McQuarrie y Eric Warren Singer                                      | Nominado  | [ 71 ]        |
| Premios Satellite                                                   | 11 de febrero de 2023   | Mejor fotografía                                                                 | Claudio Miranda | Ganador   | [ 71 ]        |
| Premios Satellite                                                   | 11 de febrero de 2023   | Mejor edición                                                                    | Eddie Hamilton | Nominado  | [ 71 ]        |
| Premios Satellite                                                   | 11 de febrero de 2023   | Mejor banda sonora                                                               | Harold Faltermeyer, Lady Gaga, Hans Zimmer y Lorne Balfe                                                                 | Nominado  | [ 71 ]        |
| Premios Satellite                                                   | 11 de febrero de 2023   | Mejor canción original                                                           | Lady Gaga y BloodPop por "Hold My Hand"                                                                                  | Ganador   | [ 71 ]        |
| Premios Satellite                                                   | 11 de febrero de 2023   | Mejor sonido                                                                     | Mark Weingarten, James H. Mather y Al Nelson                                                                             | Ganador   | [ 71 ]        |
| Premios Satellite                                                   | 11 de febrero de 2023   | Mejores efectos visuales                                                         | Scott R. Fisher, Ryan Tudhope, Seth Hill y Bryan Litson                                                                  | Nominado  | [ 71 ]        |
| Premios Saturn                                                      | 25 de octubre de 2022   | Mejor película de acción o aventuras                                             | Top Gun: Maverick | Ganadora  | [ 72 ] [ 73 ] |
| Premios Saturn                                                      | 25 de octubre de 2022   | Mejor actor                                                                      | Tom Cruise | Ganador   | [ 72 ] [ 73 ] |
| Premios Saturn                                                      | 25 de octubre de 2022   | Mejor director                                                                   | Joseph Kosinski | Nominado  | [ 72 ] [ 73 ] |
| Premios Saturn                                                      | 25 de octubre de 2022   | Mejor edición                                                                    | Eddie Hamilton | Ganador   | [ 72 ] [ 73 ] |
| Premios Saturn                                                      | 25 de octubre de 2022   | Mejores efectos visuales/especiales                                              | Scott R. Fisher y Ryan Tudhope                                                                                           | Nominados | [ 72 ] [ 73 ] |
| Society of Composers & Lyricists Awards                             | 15 de febrero de 2023   | Mejor canción original para una producción visual dramática o documental         | Lady Gaga y BloodPop por "Hold My Hand"                                                                                  | Nominado  | [ 74 ]        |
| Premios de la Asociación de Críticos de Cine de San Luis            | 18 de diciembre de 2022 | Mejor película de acción                                                         | Top Gun: Maverick | Ganadora  | [ 75 ] [ 76 ] |
| Premios de la Asociación de Críticos de Cine de San Luis            | 18 de diciembre de 2022 | Mejor fotografía                                                                 | Claudio Miranda | Nominado  | [ 75 ] [ 76 ] |
| Premios de la Asociación de Críticos de Cine de San Luis            | 18 de diciembre de 2022 | Mejores efectos visuales                                                         | Ryan Tudhope, Scott R. Fisher, Seth Hill y Bryan Litton                                                                  | Nominados | [ 75 ] [ 76 ] |
| Premios de la Asociación de Críticos de Cine de San Luis            | 18 de diciembre de 2022 | Mejor edición                                                                    | Eddie Hamilton | Nominado  | [ 75 ] [ 76 ] |
| Premios de la Asociación de Críticos de Cine de San Luis            | 18 de diciembre de 2022 | Mejor banda sonora                                                               | Top Gun: Maverick | Nominada  | [ 75 ] [ 76 ] |
| Premios de la Asociación de Críticos de Cine de San Luis            | 18 de diciembre de 2022 | Mejor escena                                                                     | "Visita de Iceman/Maverick"                                                                                              | Nominada  | [ 75 ] [ 76 ] |
| Washington D. C. Area Film Critics Association Awards               | 12 de diciembre de 2022 | Mejor película                                                                   | Top Gun: Maverick | Nominada  | [ 77 ]        |
| Washington D. C. Area Film Critics Association Awards               | 12 de diciembre de 2022 | Mejor actor                                                                      | Tom Cruise | Nominado  | [ 77 ]        |
| Washington D. C. Area Film Critics Association Awards               | 12 de diciembre de 2022 | Mejor fotografía                                                                 | Claudio Miranda | Ganador   | [ 77 ]        |
| Washington D. C. Area Film Critics Association Awards               | 12 de diciembre de 2022 | Mejor edición                                                                    | Eddie Hamilton | Ganador   | [ 77 ]        |
| World Soundtrack Awards                                             | 22 de octubre de 2022   | Mejor canción original escrita para una película                                 | BloodPop y Lady Gaga por "Hold My Hand"                                                                                  | Nominada  | [ 78 ] [ 79 ] |
| Yahoo! Japan Search Awards                                          | 4 de diciembre de 2022  | Primer lugar en categoría de películas                                           | Top Gun: Maverick | Ganadora  | [ 80 ]        |
| Premios Óscar                                                       | 12 de marzo de 2023     | Mejor película                                                                   | Tom Cruise, Christopher McQuarrie, David Ellison y Jerry Bruckheimer                                                     | Nominada  | [ 81 ]        |
| Premios Óscar                                                       | 12 de marzo de 2023     | Mejor guion adaptado                                                             | Christopher McQuarrie, Ehren Kruger, Eric Watten Singer, Peter Craig y Justin Marks                                      | Nominados | [ 81 ]        |
| Premios Óscar                                                       | 12 de marzo de 2023     | Mejor montaje                                                                    | Eddie Hamilton | Nominado  | [ 81 ]        |
| Premios Óscar                                                       | 12 de marzo de 2023     | Mejor sonido                                                                     | Mark Weinsgarten, James Mather, Al Nelsen, Chirs Burdon y Mark Taylor                                                    | Ganadores | [ 81 ]        |
| Premios Óscar                                                       | 12 de marzo de 2023     | Mejor efectos visuales                                                           | Ryan Thudhope, Seth Hill, Bryan Litson y Scott R. Fischer                                                                | Nominados | [ 81 ]        |
| Premios Óscar                                                       | 12 de marzo de 2023     | Mejor canción original                                                           | Lady Gaga y BloodPop por "Hold My Hand"                                                                                  | Nominada  | [ 81 ]        |
| Premios Sant Jordi                                                  | 25 de abril de 2023     | Mejor película extranjera                                                        | Top Gun: Maverick | Ganadora  | [ 82 ]        |